# الارطماسيا
الارطماسيا هو فيلم من نوع سيرة ذاتية ورومانسية ودراما أُصدر في 1997. الفيلم من إنتاج Première Heure ‏، ومن توزيع ميرماكس، وهو من إخراج وسيناريو Agnès Merlet ‏.

## القصة
تقع أحداث الفيلم في إيطاليا. وقصة الفيلم الرئيسية حول أرتيميسا جنتلسكي.

## طاقم التمثيل
- ريناتو كاربنتياري [الإنجليزية]‏
- فالنتينا سيرفي، بدور أرتيميسا جنتلسكي
- دومينيك ريمون
- Maurice Garrel [الإنجليزية]‏
- Luca Zingaretti [الإنجليزية]‏
- سامي بوعجيله
- إيمانويلي ديفوس
- ألان اوليفييه  [لغات أخرى]‏
- بريجيت كاتيلون
- ميكي مانوجلافوك، بدور Agostino Tassi [الإنجليزية]‏
- جاك نولوت
- ميشال سيرو، بدور أوراتسيو جنتيلسكي
- ليليان روفيري
- باتريك لانسلوت  [لغات أخرى]‏
- يان تريجويه
- Claudia Giannotti [الإنجليزية]‏
- Enrico Salimbeni  [لغات أخرى]‏
- Lorenzo Lavia  [لغات أخرى]‏
- باولو دي فيتا
- سيلفيا دي سانتيس  [لغات أخرى]‏
- فريديريك بييرو

## الإنتاج
موسيقى الفيلم التصويرية كانت من تأليف كريشنا ليفي.

## وصلات خارجية
- الارطماسيا على موقع IMDb (الإنجليزية)
- الارطماسيا على موقع روتن توميتوز (الإنجليزية)
- الارطماسيا على موقع نتفليكس (الإنجليزية)
- الارطماسيا على موقع ألو سيني (الفرنسية)
- الارطماسيا على موقع Turner Classic Movies (الإنجليزية)
- الارطماسيا على موقع أول موفي (الإنجليزية)
- الارطماسيا على موقع بوكس أوفيس موجو (الإنجليزية)
- الارطماسيا على موقع فيلمافينيتي (الإسبانية)
- الارطماسيا على موقع قاعدة بيانات الفيلم (الإنجليزية)
- الارطماسيا على موقع ليتربوكسد (الإنجليزية)